# Sophia Griebel
Sophia Griebel (Suhl, 7 giugno 1990) è una skeletonista tedesca, vincitrice del titolo mondiale nella gara a squadre nel 2019.

## Biografia
Pratica lo skeleton dal 2005 e iniziò a gareggiare per la nazionale tedesca nel 2008. Debuttò in Coppa Europa nel gennaio del 2008, aggiudicandosi la competizione nella stagione 2009/10; vinse invece la classifica finale della Coppa Intercontinentale nel 2010/11 e in quella stessa stagione giunse terza in Coppa Nordamericana. Si mise in luce nelle categorie giovanili ai mondiali juniores vincendo la medaglia d'argento a Igls 2013 dietro alla russa Elena Nikitina.

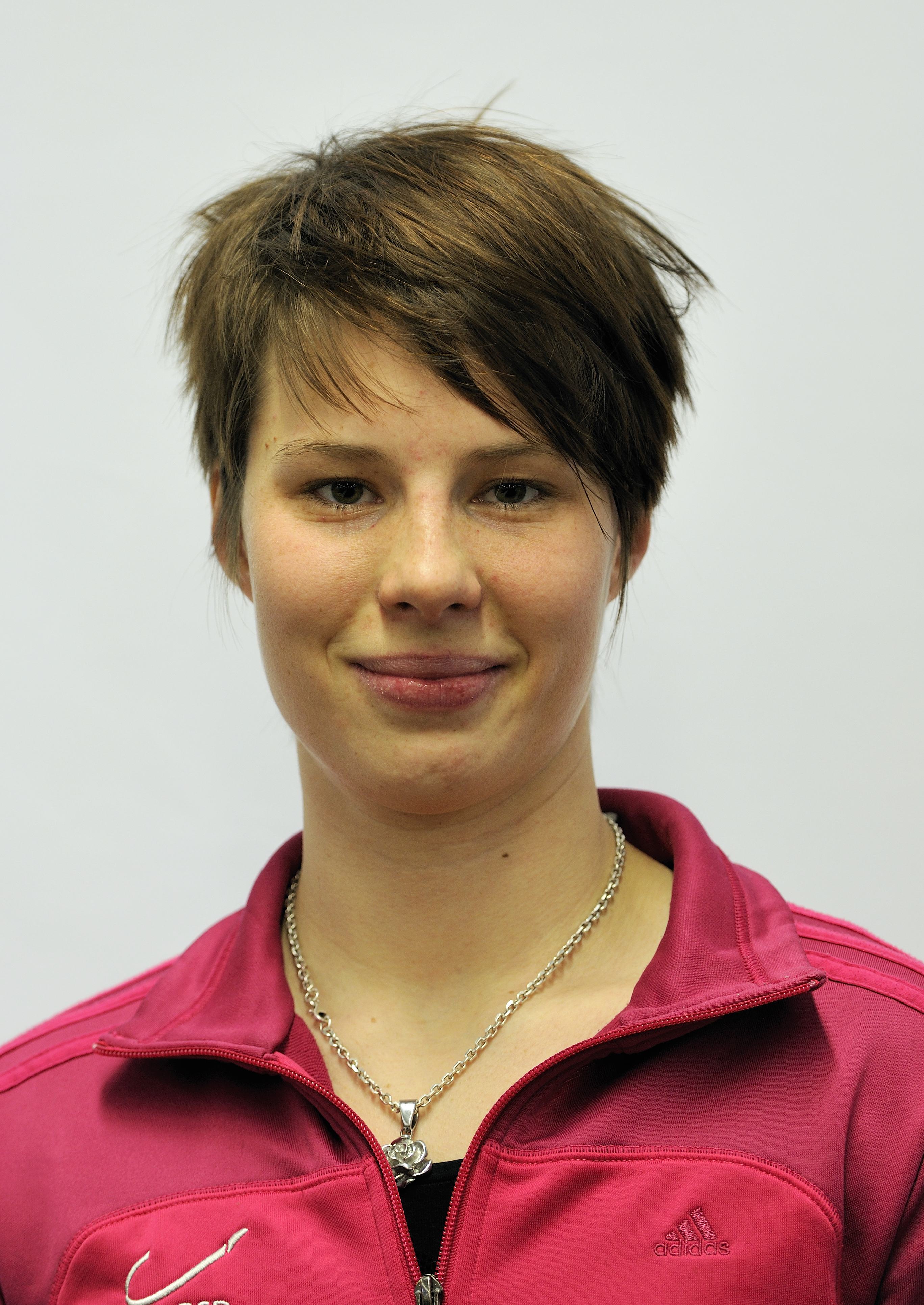
Sophia Griebel nel 2014

Esordì in Coppa del Mondo nella seconda metà della stagione 2012/13, il 4 gennaio 2013 ad Altenberg, dove si piazzò in nona posizione. Il suo miglior risultato in una tappa di Coppa del Mondo è la quarta piazza raggiunta in quattro occasioni mentre in classifica generale detiene quale miglior piazzamento il quarto posto ottenuto nel 2018/19.
Ha partecipato ai Giochi olimpici invernali di Soči 2014 classificandosi al decimo posto nella gara individuale. 

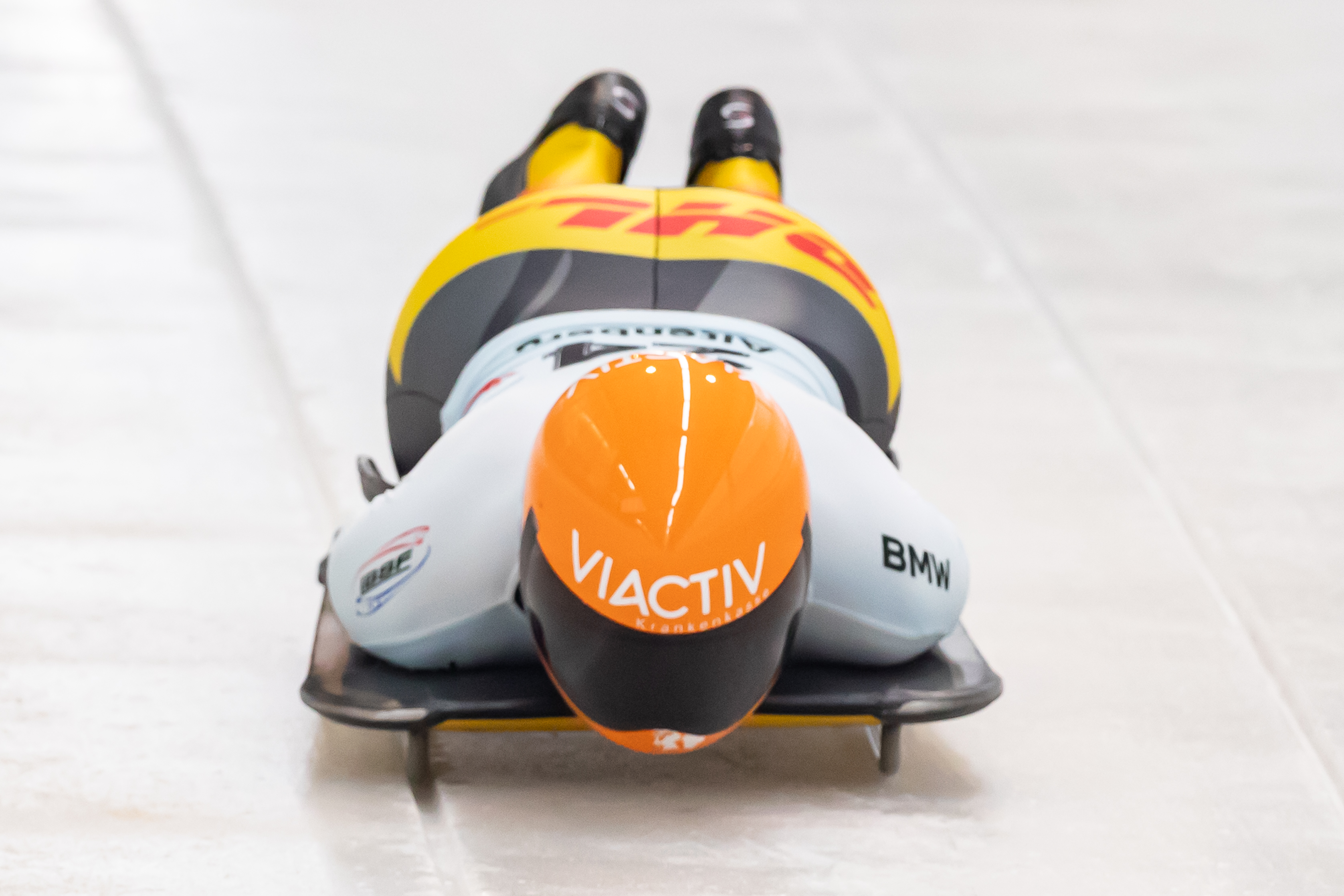
Sophia Griebel in gara ai campionati mondiali di Altenberg 2021

Ha preso parte altresì a cinque edizioni dei campionati mondiali conquistando in totale due medaglie, di cui una d'oro. Nel dettaglio i suoi risultati nelle prove iridate sono stati, nel singolo: dodicesima a Winterberg 2015, settima a Igls 2016, medaglia di bronzo a Whistler 2019, sesta ad Altenberg 2020 e quarta ad Altenberg 2021; nella gara a squadre: dodicesima a Igls 2016 e medaglia d'oro a Whistler 2019.
Nelle rassegne continentali ha invece vinto la medaglia di bronzo nel singolo a Schönau am Königssee 2014.

## Palmarès

### Mondiali
- 2 medaglie:
  - 1 oro (gara a squadre a Whistler 2019);
  - 1 bronzo (singolo a Whistler 2019).

### Europei
- 1 medaglia:
  - 1 bronzo (singolo a Schönau am Königssee 2014).

### Mondiali juniores
- 1 medaglia:
  - 1 argento (singolo a Igls 2013).

### Coppa del Mondo
- Miglior piazzamento in classifica generale nel singolo: 4ª nel 2018/19.

### Campionati tedeschi
- 6 medaglie:
  - 2 argenti (singolo a Winterberg 2012; singolo a Winterberg 2018);
  - 4 bronzi (singolo ad Altenberg 2010; singolo a Schönau am Königssee 2011; singolo a Winterberg 2015; singolo ad Altenberg 2019).

### Circuiti minori

#### Coppa Intercontinentale
- Vincitrice della classifica generale nel 2010/11;
- 27 podi (tutti nel singolo):
  - 7 vittorie;
  - 15 secondi posti.
  - 5 terzi posti.

#### Coppa Europa
- Vincitrice della classifica generale nel 2009/10;
- 19 podi (tutti nel singolo):
  - 5 vittorie;
  - 10 secondi posti;
  - 3 terzi posti.

#### Coppa Nordamericana
- Miglior piazzamento in classifica generale: 3ª nel 2010/11;
- 3 podi (tutti nel singolo):
  - 2 vittorie;
  - 1 secondo posto.